# تلبنت أبشيش
تلبنت أبشيش إحدى قرى مركز الباجور التابع لمحافظة المنوفية في جمهورية مصر العربية.

## التاريخ
ذكرها علي مبارك في كتابه الخطط التوفيقية باسم "تلبنت أبجيج"، حيث ذكر أنها من قرى مديرية المنوفية بقسم مليج، وبها جامع بمئذنة ومعمل دجاج.

## السكان
بلغ عدد سكان تلبنت أبشيش 4,451 نسمة، حسب الإحصاء الرسمي لعام 2006.